# Арджир
Арджир или Аргир (фар. Argir, дат. Arge) — деревня, расположенная на юго-восточном побережье острова Стреймой, одном из островов Фарерского архипелага.
Ранее поселение было одной из деревень на юге столицы Фарерских островов Торсхавна. В 1997 году она была присоединена к столичному муниципалитету.
В последнее время все больше домов в деревне стали строить далеко от центра, высоко в горах. С одной стороны, жителям там трудно жить, не имея автомобиля. С другой стороны, отсюда открывается великолепный вид на море и на столицу.
В Арджире находится удобная гавань с эллингами. Церковь в деревне была построена в 1974 году. В XVI веке в деревне располагался лепрозорий при которой так же жили некоторое количество бедняков. После ликвидирования проказы в 1750 году лепрозорий был превращен в работный дом для бедных.

## Происхождение названия
На староирландском языке слово airge означает «летнее пастбище». Некоторые топонимы на Фарерах имеют это название с тем же смыслом.

## Спорт
В городе имеется футбольный клуб АБ Аргир.